# Foc
Pour les articles homonymes, voir Foc (homonymie).

Le foc est la voile référencée 12 sur ce schéma de dériveur.

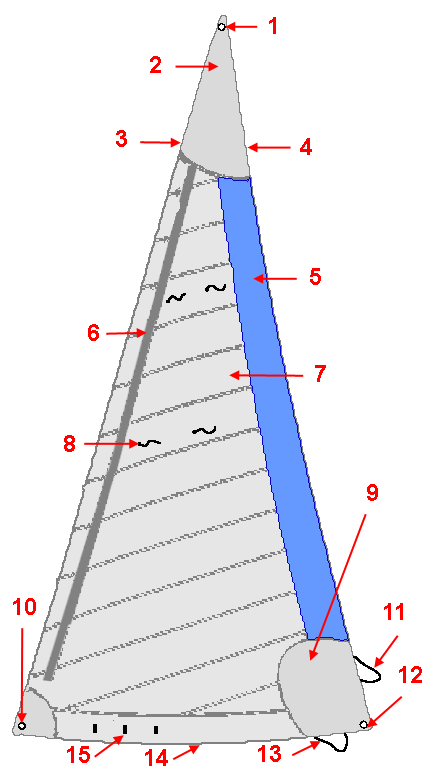
Schéma d'un génois à enrouleur, variante du foc caractérisée par sa grande taille.

Le foc désigne une voile d'avant de forme triangulaire d'un voilier. Cette voile est retenue par son guindant à l'étai le long duquel elle coulisse pour être hissée. Deux écoutes fixées à une de ses extrémités permettent de modifier son orientation et sa forme pour l'adapter à la direction du vent et à l'état de la mer. Lorsqu'un voilier dispose d'un jeu de voiles d'avant permettant d'adapter la surface de la voilure à la force du vent, le foc désigne une voile de surface intermédiaire entre le tourmentin (voile de tempête) et le génois (voile de grande taille). Le foc contribue à propulser le voilier mais il joue également un rôle primordial dans la réussite de la manœuvre de virement de bord.

## Description
La terminologie utilisée pour désigner les différentes parties de cette voile est identique à celle des autres voiles de forme triangulaire.
Les trois extrémités du foc sont :
- le point de drisse (1) désigne l'angle situé au sommet de la voile une fois celle-ci hissée : c'est l'endroit où la drisse utilisée pour la hisser est frappée (fixée) ;
- le point d'amure (10) désigne l'angle attaché au point fixe du bateau ;
- le point d'écoute (12) désigne l'angle de la voile sur laquelle sont fixées les écoutes. Il y a généralement deux écoutes ramenées sur un petit voilier moderne au cockpit du voilier en passant de part et d'autre du mat. L'une permet d'effectuer les réglages lorsque la voile est à bâbord l'autre lorsque la voile est à tribord.

Chacune des extrémités de la voile reçoit un renfort (2), (9) constitué de plusieurs épaisseurs de tissu cousues ensemble. La têtière (3) est la partie renforcée acier, aluminium ou textile de l'extrémité supérieure de la voile. Un œillet situé à chacun des angles permet de fixer la voile au gréement.
Le point d'amure est fixé par une manille à un point fixe situé à l'avant du pont ou sur le beaupré, voire le bout-dehors ou le bâton de foc, si le bateau en est équipé.
Les côtés du foc sont :
- la bordure (14) est le côté de la voile parallèle au pont : c'est le bas de la voile lorsque celle-ci est hissée ;
- le guindant (3) est le côté de la voile solidaire de l'étai. Le guindant du génois est rendu solidaire de l'étai mât soit grâce à des mousquetons fixés à la voile et accrochés à l'étai soit par une ralingue (c’est-à-dire un cordage cousu le long de la voile) glissée dans le tube de l'enrouleur — si le génois est monté sur un enrouleur — ou dans un étai creux ;
- la chute (4) est le côté de la voile située vers l'arrière, toujours libre : sa tension est réglée par un nerf de chute (11).

La voile est composée de laizes (7), bandes de tissu cousues, découpées de manière à répartir l'effort en faisant éventuellement varier le grammage et positionner le creux de la voile (une voile n'est pas plate sauf s'il s'agit d'une voile de tempête comme un tourmentin). Des penons (8) fixés sur l'intrados et l'extrados de la voile fournissent des indications sur l'écoulement de l'air le long de la voile et permettent d'affiner les réglages.

## Types de foc

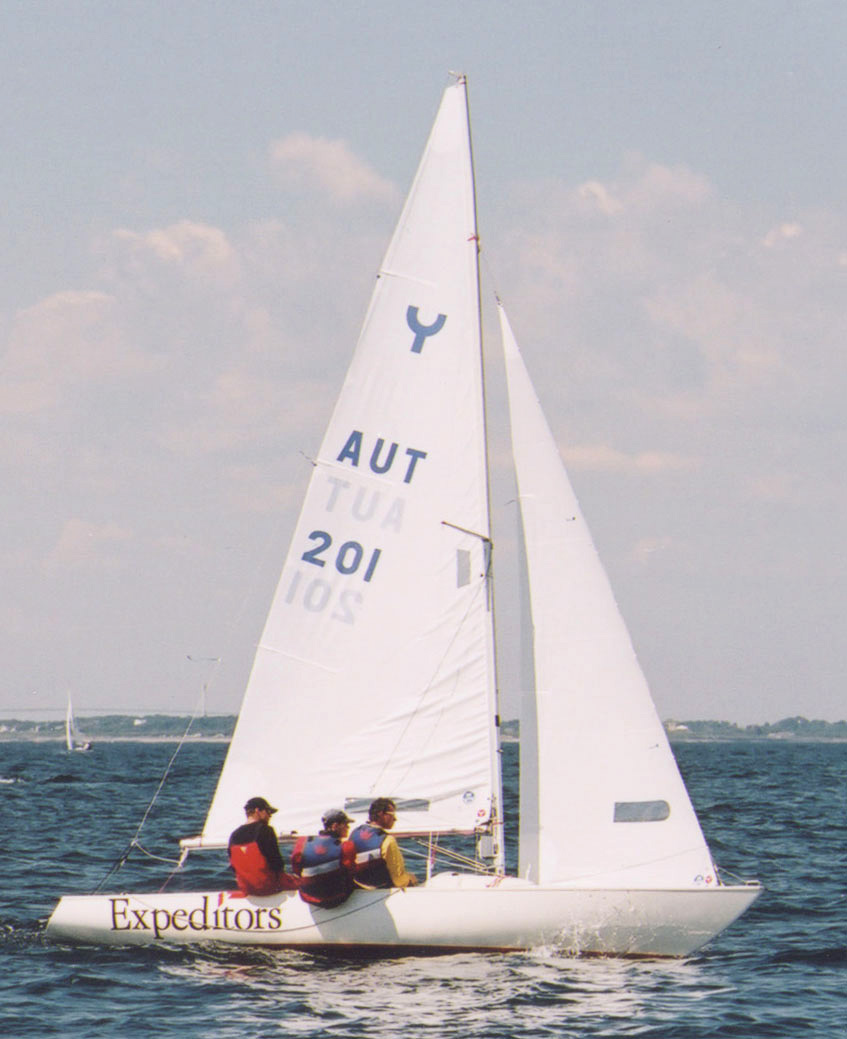
Un solent (à l'avant).

Les voiliers modernes utilisent généralement un génois, qui est un foc dont la bordure est plus longue que la distance entre le point d'amure du foc et le mât impliquant un recouvrement du foc et de la grand-voile. Le foc désigne alors une voile de plus petite taille. Lorsque la force du vent croît, des voiles dont la coupe est de plus en plus plate et le grammage de plus en plus fort sont utilisées sur les voiliers disposant d'une garde-robe complète (généralement des voiliers de régate). Ce sont :
- le génois léger ;
- le génois médium ;
- le génois lourd ;
- le foc no 1 ;
- le foc no 2 ;
- le foc no 3 ;
- le tourmentin.

Des focs à la coupe particulière sont également utilisés:
- le yankee, un grand foc à point d'écoute haut ;
- le « solent », un génois sans recouvrement à chute presque verticale et bordure étroite. Cette configuration permet parfois un fonctionnement « autovireur », c'est-à-dire réglable par une barre d'écoute (comme une grand-voile), permettant le virement de bord sans qu'il soit nécessaire de toucher aux écoutes ;
- la trinquette, un foc endraillé sur le bas-étai donc situé derrière le foc (ou le génois) dont il vient compléter l'action.

Selon le type de voilier le point de drisse du foc peut se situer en tête de mât ou en dessous (au ⅞e, etc.). La deuxième catégorie permet, à surface égale, d'abaisser le centre de poussée de la voile mais nécessite la mise en place de bastaques qui viennent compenser la traction exercée par l'étai. Les bateaux modernes sont souvent dotés d'un enrouleur, sur lequel est endraillé un génois spécialement taillé pour cet usage et permettant de remplacer plusieurs focs de taille croissante grâce à l'enroulement plus ou moins important de la voile.
Un bateau à gréement traditionnel ou un grand yacht moderne peut porter simultanément plusieurs focs, et parfois un clinfoc.

## Réglages

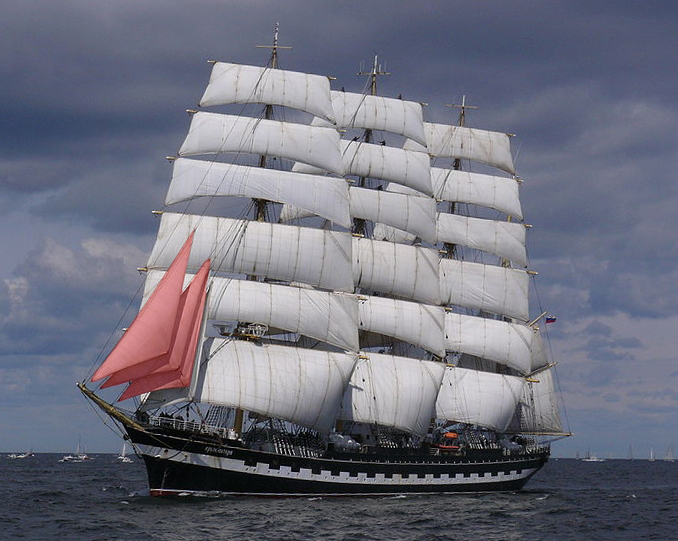
Sur le Krusenstern, les focs sont les voiles rouges à l'avant.

Sur les voiliers de course et de plaisance modernes, gréés en sloop ou en cotre l'interaction entre le foc (ou les focs) et la grand-voile produit, aux allures où l'écoulement de l'air est laminaire, une poussée supplémentaire qui s'ajoute à la poussée de ces deux voiles prises individuellement. Les aérodynamiciens spécialistes de la voile, comme Manfred Curry, ont attribué ce fait à un effet Venturi comparable à celui des volets de bord d'attaque sur les ailes d'avions (volets Lachmann, ailes Handley Page à fente) . Le maître voilier français et régatier olympique Bertrand Chéret est d'une opinion légèrement différente, maintenant que c'est plutôt la grand-voile qui accélère par dépression en aval les filets d'air circulant sur le foc, augmentant ainsi la poussée vélique totale. Quoi qu'il en soit, le réglage de l'écoulement de l'air dans le couloir Foc / Grand-Voile est l'objet sur les voiliers de régate de toutes les attentions du régleur, un équipier spécialisé, qui utilise, en plus de l'écoute et de son chariot, des barber-haulers qui donnent plus de précision aux réglages latéraux.

## Anciens gréements
Les vieux gréements avaient plusieurs focs : de l'avant vers l'arrière du navire, le clinfoc, le grand foc, le petit foc, le faux foc et, sur certains navires, la trinquette. Dans certains gréements, on pouvait aussi hisser au-dessus un foc volant. Sur les grands voiliers à gréement à voiles carrées (ou à "phares" carrés) les focs étaient moins des voiles propulsives que des "gouvernails aériens" utilisées notamment pour réussir la manœuvre de virement de bord vent debout, qui était difficile à réussir avec ce type de gréement.